# Jîșciînți, Horodok
Jîșciînți (în ucraineană Жищинці) este localitatea de reședință a comunei Jîșciînți din raionul Horodok, regiunea Hmelnîțkîi, Ucraina.

## Demografie
Componența lingvistică a localității Jîșciînți
     Ucraineană (99,54%)
     Alte limbi (0,46%)
Conform recensământului din 2001, majoritatea populației localității Jîșciînți era vorbitoare de ucraineană (99,54%), existând în minoritate și vorbitori de alte limbi.